# Нерсес Мшеци
Нерсе́с Мшеци́ (арм. Ներսես Մշեցի, начало XIII века, Муш — 1284, Гладзор) — армянский мыслитель и педагог XIII века.

## Биография
Родился и получил начальное образование в Муше. Был учеником Вардана Аревелци. Образование продолжил в Хор Вирапе. Владел латинским и греческим. По приглашению князей Прошянов переехал со своими учениками в Вайоц Дзор, где и основал Гладзорский университет. Незадолго до своей смерти назначил своим преемником и ректором университета Есаи Нчеци. Умер в 1284-м году в Гладзоре.

## Цитаты
«Для учёбы необходимы четыре вещи — нужно, чтобы учителя были бы одержимы желанием обучать, причём без жадности и тщеславия; во-вторых, нужна горячая любовь; в-третьих, мир; в-четвёртых, нужны места пустынные и тихие».